# Міста Палау
Міста Палау.
У Палау налічується понад 10 міст із населенням більше 50 мешканців. 1 місто має населення понад 5 тисяч, 1 - понад 1 тисячу, решта - менше 1 тисячі.
Нижче перелічено 5 найбільших міст 
| Назва       | Населення (2015) |
| ----------- | ---------------- |
| Корор       | 11 200           |
| Меюнс       | 1 000            |
| Клоулклубед | 702              |
| Мелекеок    | 277              |
| Нгерулмуд   | 271              |